# Důstojnický pokoj
Důstojnický pokoj (v originále La Chambre des officiers) je francouzský hraný film z roku 2001, který režíroval François Dupeyron podle stejnojmenného románu Marca Dugaina z roku 1998. Snímek měl světovou premiéru na Mezinárodním filmovém festivalu v Cannes dne 18. května 2001.

## Děj
Adrian Fournier je mladý voják, kterému na počátku první světové války výbuch granátu znetvoří obličej. Je převezen do pařížské vojenské nemocnice Val-de-Grâce, kde je umístěn na speciální oddělení zvané důstojnický pokoj. Zde pobývají takto zmrzačení. Adrien, naváže v nemocnici intenzivní přátelství se svými společníky, zmrzačenými stejně jako on. Všichni se snaží se svým zmrzačením vyrovnat. Na konci války se navrací do civilního života.

## Obsazení
| Éric Caravaca        | Adrien Fournier                |
| Denis Podalydès      | Henri de Penanster             |
| Grégori Derangère    | Pierre Weil                    |
| Xavier de Guillebon  | Louis Levauchelle              |
| Sabine Azéma         | Anaïs, Adrienova ošetřovatelka |
| Jean-Michel Portal   | Alain, Adrienův přítel         |
| André Dussollier     | major-chirurg                  |
| Isabelle Renauld     | Marguerite                     |
| Marie-Josée Hubert   | ošetřovatelka Marguerite       |
| Géraldine Pailhas    | Clémence                       |
| François Delaive     | snoubenec Clémence             |
| Guy Tréjan           | ministr                        |
| Catherine Arditi     | Adrienova matka                |
| Paul Le Person       | Adrienův děda                  |
| Circé Lethem         | Adrienova sestra               |
| Élise Tielrooy       | ošetřovatelka Cécile           |
| Agathe Dronne        | Adrienova budoucí žena         |
| Renaud Lebas         | ošetřovatel                    |
| Mikaël Chirinian     | ošetřovatel                    |
| Alain Rimoux         | Adrienův strýc                 |
| Alban Aumard         | voják ve vesnici               |
| Vincent Debost       | voják ve vesnici               |
| Catherine Baugué     | Louisova žena                  |
| Yse Dugast           | Louisova dcera                 |
| Charles Chevalier    | Louisův syn                    |
| Philippe Beautier    | soused v kavárně               |
| Catherine Bidaut     | žena v metru                   |
| Rodolphe Congé       | sebevrah                       |
| Denis Daniel         | sluha Marguerite               |
| Odette Barrois       | matka Marguerite               |
| Pascal Ternisien     | bratr Marguerite               |
| Claudine Delvaux     | zdravotní sestra v porodnici   |
| Martine Erhel        | zdravotní sestra               |
| Monique Garnier      | zdravotní sestra               |
| Philippe du Janerand | doktor                         |
| Monick Lepeu         | vrátná v bordelu               |
| Maud Le Guénédal     | dívka v bordelu                |
| Annie Mercier        | bordelmamá                     |
| Christian Ruché      | lékař v nemocnici              |
| Philippe Soutan      | lékař v nemocnici              |
| Jacques Vincey       | kapitán v nemocnici            |
| Daniel Znyk          | velitel                        |

## Ocenění
- César: vítěz v kategoriích nejlepší kamera (Tetsuo Nagata), nejlepší herec ve vedlejší roli (André Dussollier); nominace v kategoriích nejlepší film, nejlepší režie, nejlepší scénář, nejlepší kostýmy (Catherine Bouchard), nejlepší herec (Éric Caravaca) a nejlepší mužskou naději (Grégori Derangère a Jean-Michel Portal).
- Filmový festival v Cannes: oficiální výběr do hlavní soutěže